# Ioga científico
Swami Kuvalayananda criou o ioga científico que é ensinado no Kaivalyadhama Yoga Institute, em Lonavla, Índia.
Kuvalayananda desenvolveu uma abordagem do ioga apropriada à mente do homem do século XX, mais racional. Esta abordagem científica foi um dos fatores que permitiram o aumento de adeptos do ioga no ocidente.
Com o intuito de reestruturar a sociedade com base em valores espirituais, fundou Kaivalyadhama, ao mesmo tempo em que realizava experimentos científicos sobre ioga e seus efeitos sobre a saúde. Grande número de pessoas de todo o mundo passaram a estudar no Instituto, e ao mesmo tempo pacientes vindos de várias partes chegavam ao local.
Os resultados do trabalho atraíram a atenção de Mahatma Gandhi e Jawaharlal Nehru, entre outras personalidades.
No Brasil, o ioga científico foi introduzido pela Profa. Mestra Ignêz Novaes Romeu (1916-1994), que fundou em São Paulo o Instituto de Yoga Lonavla.

## Alguns experimentos realizados
- Experimentos barométricos com naulí kriyá, 1924
- Pressão sangüínea durante Sarvangásana, Sirshásana e Matsyásana, 1926
- Aspectos fisiológicos das posturas de meditação, 1928
- Absorção de O2 e eliminação de CO2 no pranayama, 1933
- Estudo do ar alveolar no kapála bhati, 1957
- Atividade muscular durante asanas, 1969
- Efeitos das asanas no fortalecimento da musculatura abdominal em mulheres, 1970
- Gasto de energia durante o estado de meditação, 1971
- O papel do ioga no diabetes mellitus, 1994
- Yôga e a psicologia moderna, 1995
- Yôga e neurofisiologia, 1997
- Prática de Yôga e eficiência cardiovascular, 1997